# Gondreville (Loiret)
Gondreville ist eine französische Gemeinde mit 329 Einwohnern (Stand: 1. Januar 2022) im Département Loiret in der Region Centre-Val de Loire. Fontenay-sur-Loing gehört zum Arrondissement Montargis und zum Kanton Courtenay. Die Einwohner werden Gondrevillais genannt.

## Geographie
Gondreville liegt etwa 61 Kilometer ostnordöstlich von Paris in der Landschaft Gâtinais. Umgeben wird Gondreville von den Nachbargemeinden Treilles-en-Gâtinais im Norden, Corquilleroy im Osten, Pannes im Süden und Südosten, Villevoques im Süden und Südwesten sowie Mignères im Westen.

## Bevölkerungsentwicklung
| Jahr                       | 1962 | 1968 | 1975 | 1982 | 1990 | 1999 | 2006 | 2018 |
| Einwohner                  | 348  | 336  | 292  | 320  | 344  | 364  | 371  | 328  |
| Quellen: Cassini und INSEE |      |      |      |      |      |      |      |      |

## Sehenswürdigkeiten
- Kirche Saint-Loup, 1877 wiedererrichtet